# Muscolo retto mediale
Il muscolo retto mediale è uno dei sei muscoli striati che consente il movimento del bulbo oculare.
Tra i muscoli retti è il più robusto e presenta una lunghezza complessiva di circa 40,8 mm.

## Origine e inserzioni
Esso origina dall'anello tendineo di Zinn, presso la sezione nasale, e dalla guaina che avvolge il nervo ottico e da lì passa orizzontalmente ponendosi tra la parete dell'orbita ed il bulbo oculare. Si va ad inserire sulla sclera ad una distanza di 5,5-6,5 mm dal limbus con un arco di contatto di 6 mm. Prende, inoltre, inserzione sul margine mediale della cavità orbitaria mediante tendini di ancoraggio (questo accorgimento anatomico fa sì che il muscolo retto non causi, contraendosi, una retrazione del globo oculare: enoftalmo).

## Innervazione
È innervato dal III paio dei nervi cranici (il nervo oculomotore comune).

## Vascolarizzazione
Il muscolo è irrorato dall'arteria oftalmica.

## Funzione
La sua contrazione determina una rotazione in senso mediale dell'occhio (adduzione pura).